# ياري أوتو
ياري أوتو (بالألمانية: Yari Otto) هو لاعب كرة قدم ألماني في مركز الهجوم، ولد في 27 مايو 1999 في فولفسبورغ في ألمانيا. لعب مع آينتراخت براونشفايغ.

## وصلات خارجية
- ياري أوتو على موقع قاعدة بيانات كرة القدم.إي يو (الإنجليزية)
- ياري أوتو على موقع عالم كرة القدم.نت (الإنجليزية)